# Rašelina

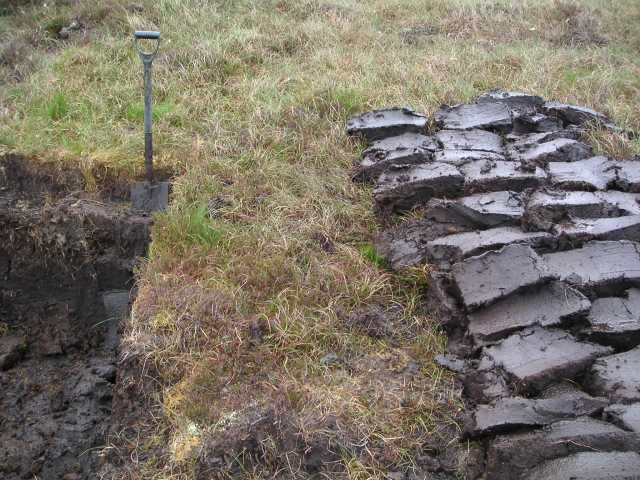
Rašelina na ostrově Lewis (Skotsko)

Rašelina je nahromaděný, částečně rozložený rostlinný materiál. Obsahuje převážně organické látky (celulózu) a organické kyseliny, pH 2–6. Rašelina vzniká v rašeliništích, která se často lidově nazývají močály, bažiny, nebo slatě. Celosvětové zásoby rašeliny jsou 4 biliony m³ rašeliny, pokrývají 2 % povrchu Země (asi 3 miliony km²). Je v nich uloženo 8 miliard terajoule (TJ) energie.

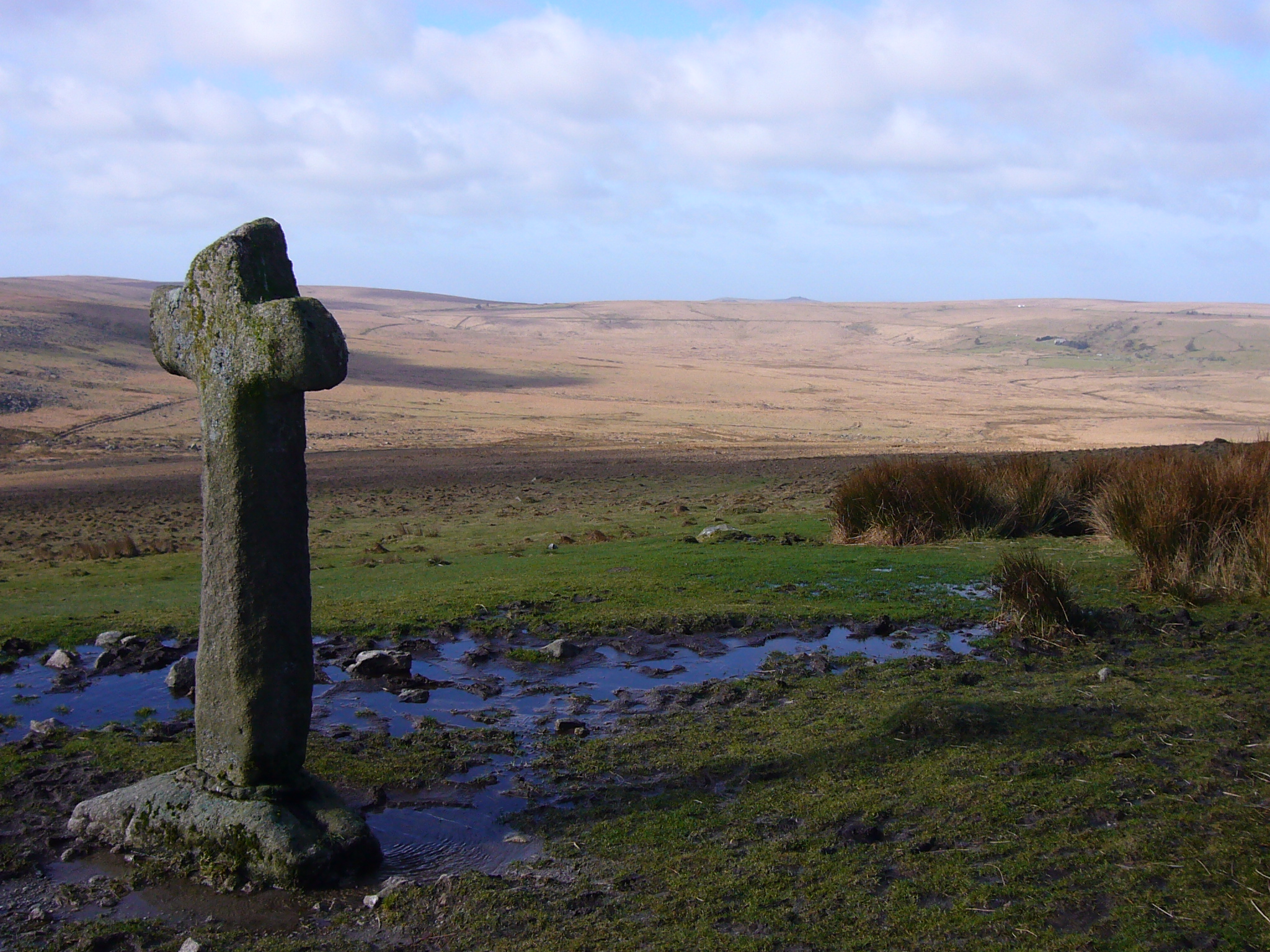
Pohled na rašeliniště, jež bylo inspirací k románu Pes baskervillský, v popředí smírčí kříž, Mt Misery, Dartmoor

## Rozšíření
Zásoby rašeliny se nalézají na mnoha místech na světě, největší zásoby mají země jako Rusko, Bělorusko, Ukrajina, Irsko, Finsko, Estonsko, Skotsko, Polsko, severní Německo, Nizozemsko, Skandinávie, Nový Zéland, v Severní Americe hlavně ve státech Kanada, Michigan, Minnesota, Florida (v oblasti Everglades) a Kalifornie (Sacramento-San Joaquin River Delta). Množství rašeliny je menší na jižní polokouli, kde je méně pevniny, ale rašeliniště najdeme například na ostrovech Nový Zéland, Kergueleny, Jižní Patagonie (Ohňová země) a na Falklandských ostrovech.
V Česku se těží rašelina například na Šumavě, ve Slavkovském lese u Krásna a v dalších lokalitách. Na vytěžených rašeliništích někdy vedou naučné stezky (např. Blatská stezka, Chalupská slať), kde se můžeme seznámit s typickou vegetací.
Přibližně 60 % všech světových mokřadů jsou rašeliniště. Při správných podmínkách se během geologických období z rašeliny stane lignitové uhlí.

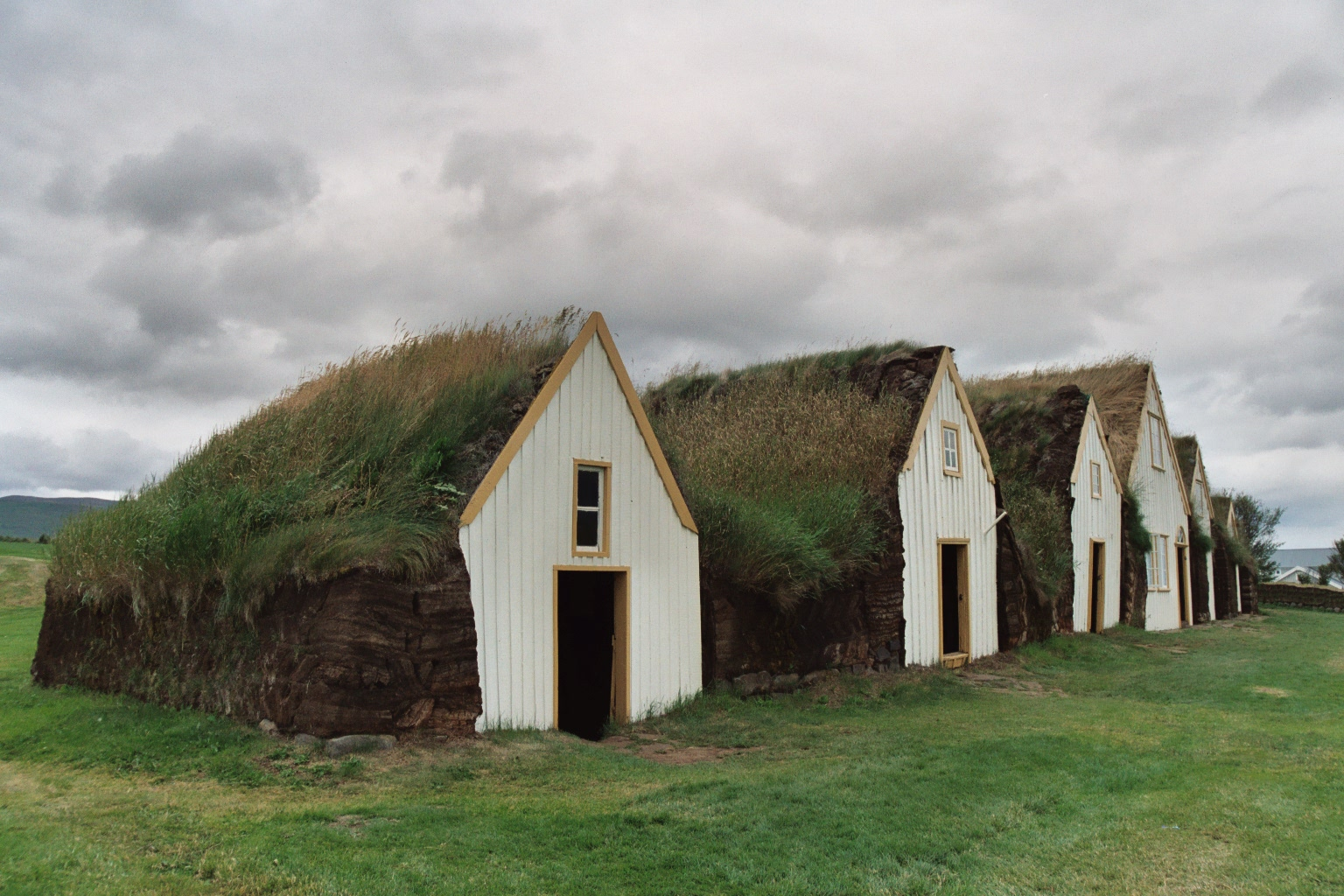
Rašelina jako izolace

## Vznik
Rašelina se vrství z rostlinného materiálu, obvykle v bažinatých oblastech, kde je omezen úplný rozklad rostlin díky acidickým a anaerobním podmínkám. Je složena převážně z vegetace mokřin: stromů, trávy, hub a ostatních druhů organických zbytků, jako je hmyz a živočichové. Za určitých podmínek (v nepřítomnosti kyslíku) je rozklad inhibován natolik, že archeologové mohou v tomto materiálu často nalézat organické pozůstatky hmotné lidské kultury.
Rašelina roste vrstvu po vrstvě tak, jak se materiál ukládá na sebe a stupeň rozkladu (nebo humifikace) závisí hlavně na složení a na míře nasycení vodou. Rašelina vznikající ve velmi vlhkých podmínkách se akumuluje podstatně rychleji a méně rozložená než v sušších místech. To umožňuje klimatologům použít rašelinu jako indikátor klimatických změn. Složení rašeliny je také možné použít ke studiu dávnověké ekologie při zkoumání druhů a množství tehdejších organických složek.

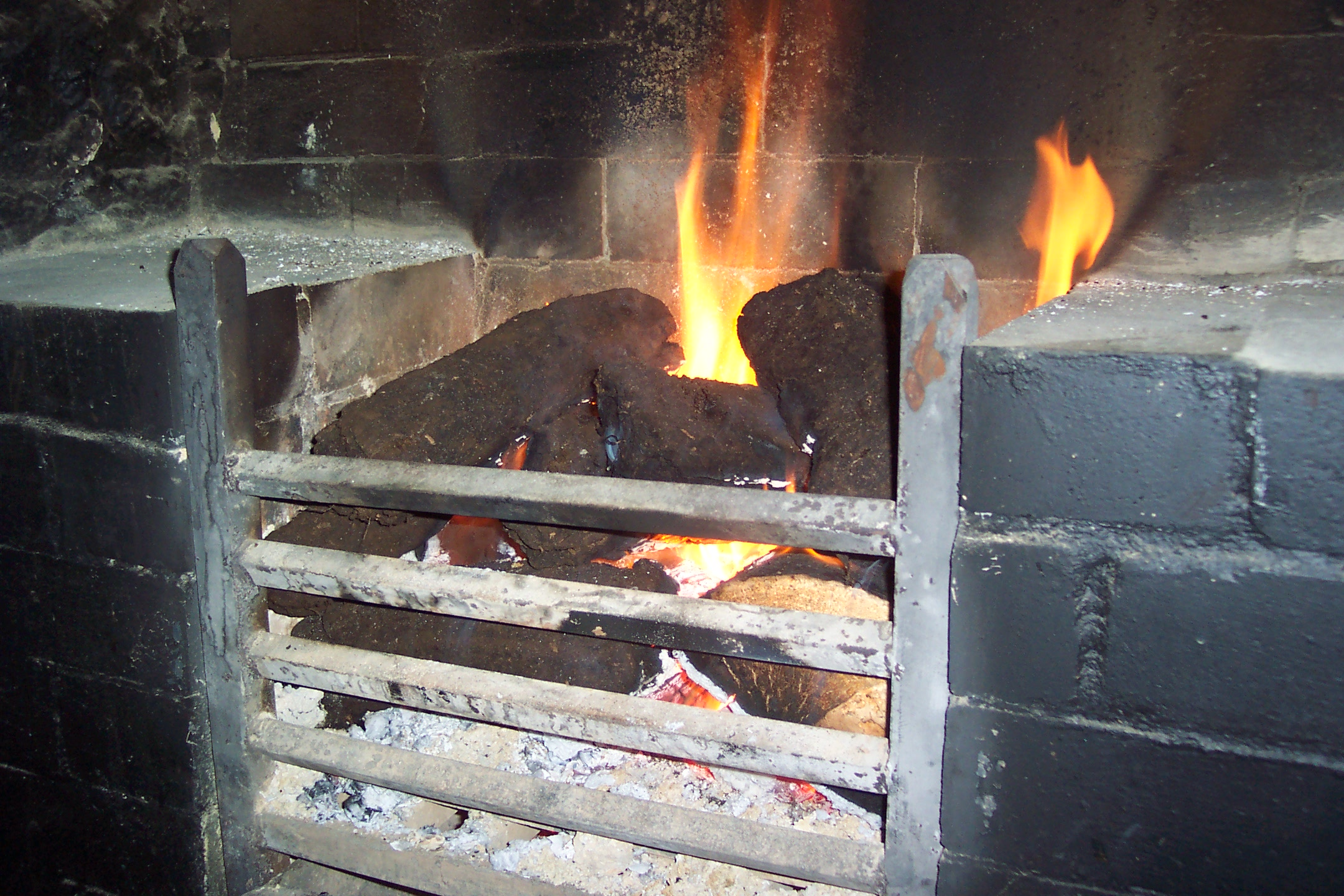
Cihly rašeliny se používají k topení

Za správných podmínek je rašelina nejranější etapou v tvorbě uhlí. Většina nových rašelinišť byla vytvořena ve vysokých zeměpisných šířkách po ústupu ledovce na konci poslední doby ledové asi před 9000 lety. Obvykle rašelina roste pomalu, asi milimetr ročně.
Rašelina na světových rašeliništích byla vytvořena za 360 let a obsahuje 550 gigatun (Gt) uhlíku.
Rašelina může obsahovat stopové množství těžkých kovů, jako je rtuť. Zdroje rtuti mohou souviset s pronikáním metanu, který stoupá z velké hloubky a reaguje s rašelinou.

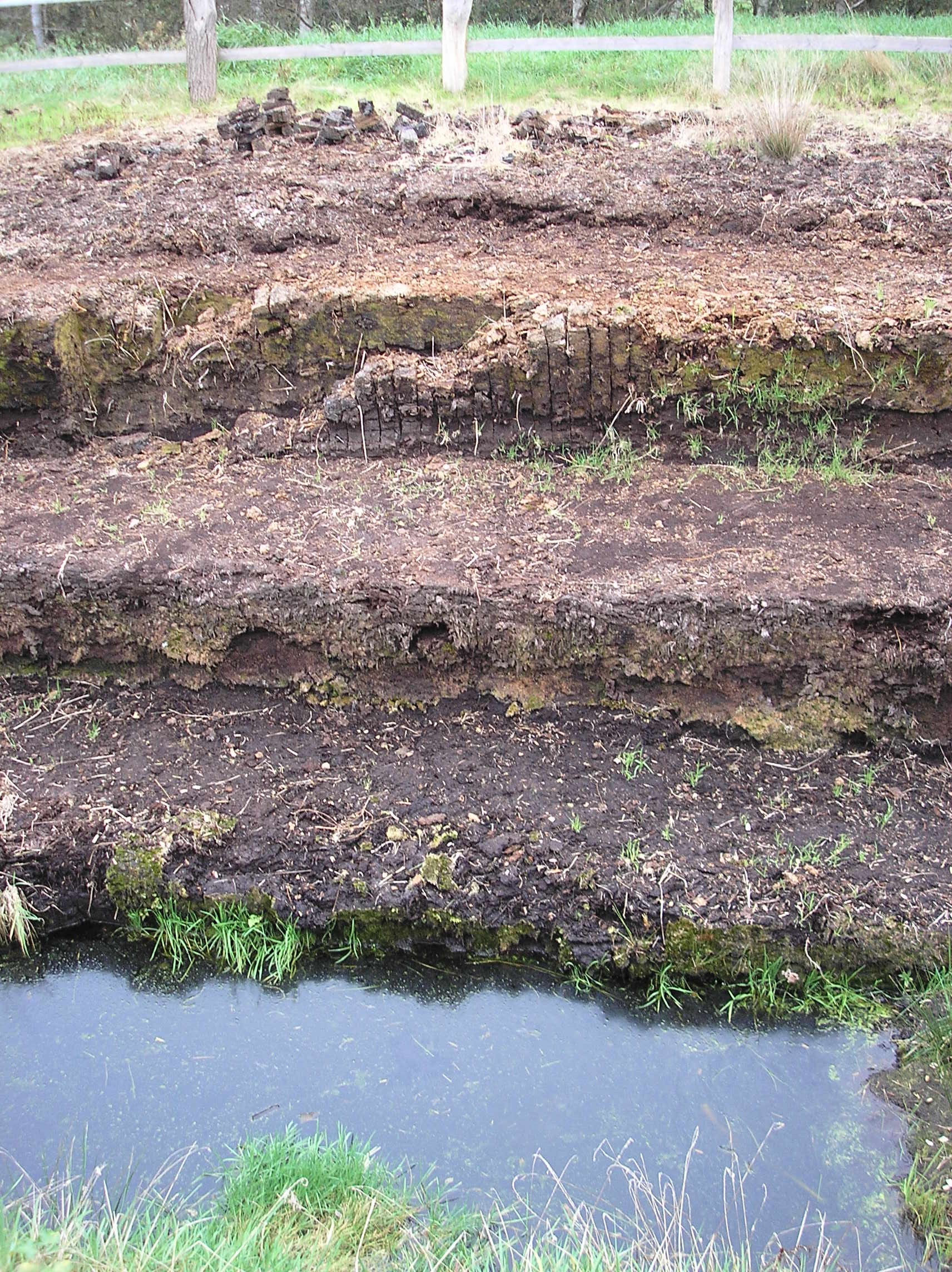
Vrstvy "bílé" rašeliny, Schwarztorf – Moorerlebnispfad, západní Německo

## Typy rašelinišť
Rozeznáváme tři typy rašelinišť:
1. Slatinná rašelina bývá neutrální nebo mírně kyselá, minerálně bohatá. Vzniká převážně z rákosu, ostřic, přesliček při pH = 5–6 s vysokým obsahem popelovin. Vyskytuje se v nížinách a zamokřených prohloubeninách.
2. Vrchovištní je kyselá, chudá na minerály, vzniká z mechu rašeliníku, pH = 2–4. Významné plochy pokryté vrchovištní rašelinou se vyskytují na severozápadě Německa, ostrůvkovitě se nachází v pohořích s plochým povrchem. Tento typ rašeliny je i průmyslově těžen.
3. Přechodová (přechodná) rašelina. Má vlastnosti obou druhů podle složení a podmínek.

## Typy rašeliny
Rašelina je materiál buď vláknitý, nebo sypký rašelinný substrát (někdy drcený), nebo jílovitý. Vláknitá rašelina je nejméně rozložená a zahrnuje neporušená vlákna. Drcená rašelina je poněkud rozložená a jílovitá je nejvíce rozložená.
 'Phragmites' rašeliny jsou složeny z rákosovité trávy Phragmites australis a dalších trav. Je hustší než mnoho jiných typů rašeliny.
Stavební technici, inženýři, mohou popisovat některé půdy jako rašeliny, pokud mají poměrně vysoký podíl organických látek. Tato půda je problematická, protože vykazuje špatné pevnostní vlastnosti (viz také Diagnostický půdní horizont).

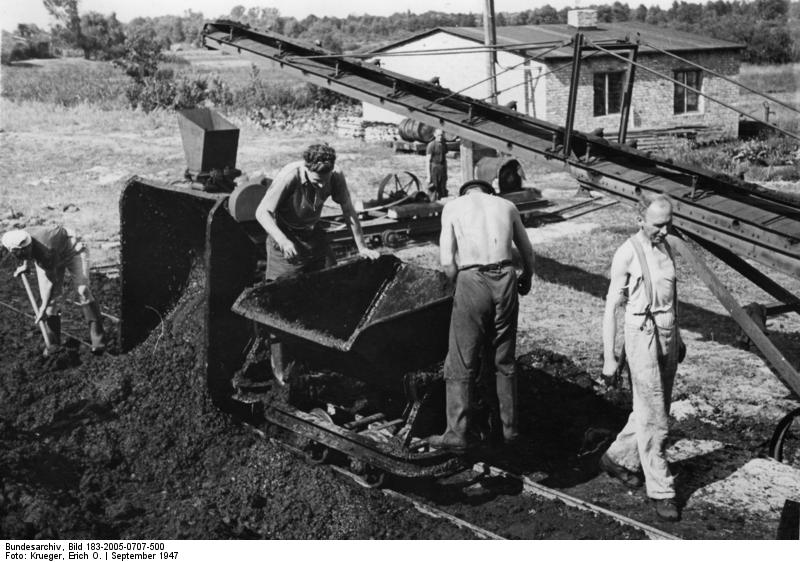
Zpracování rašeliny, Berlin-Spandau

## Charakteristika a použití
Rašelina je měkká a snadno se stlačuje. Pod tlakem vody a dalších vrstev rašeliníku v rašeliništích je stlačována.

### Fosilní palivo
Rašelina obsahuje 53–58 % spalitelných látek. Po usušení rašelina může být použita jako fosilní palivo. Má průmyslový význam jako palivo v některých zemích, jako je Irsko a Finsko, kde je těžena v průmyslovém měřítku. V mnoha zemích, včetně Irska a Skotska, kde je málo stromů, je rašelina tradičně používaná k vytápění domů a vaření. Cihly sušící se rašeliny vykopané z bažin lze stále vidět v některých venkovských oblastech.

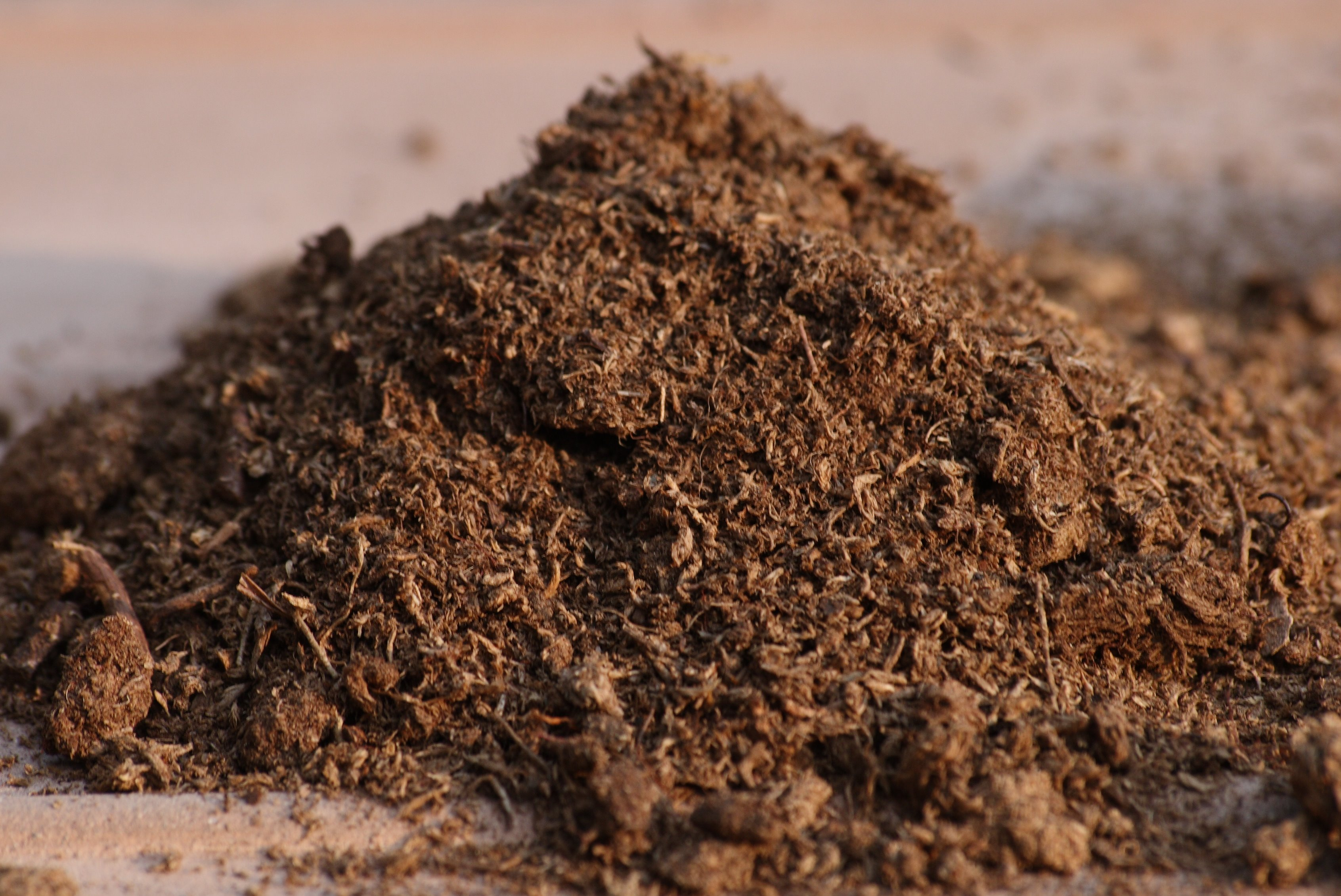
Rašelina (sphagnum)

### Zemědělství a zahradnictví
Rašelina je také přidávána do půdy ke zvýšení schopnosti půdy uchovávat vlhkost. Do půdy přidává humus a zlepšuje její strukturu (provzdušňuje, dělá ji „lehčí“). Rašelina neobsahuje žádné živiny a je mírně kyselá. Je využívána v zahradnictví, zejména k pěstování zvláštních druhů okrasných rostlin, které vyžadují kyselé, humózní půdy (například, vřes, vřesovec, rhododendron, azalky, apod.).
Rašelina má dobrou nasákavost a květináče s rostlinami naplněné rašelinou snadno nasají vzlínáním roztok (voda a živiny). Květináče naplněné rašelinou, rozložené v mělké nádrži vyložené fólií, nebo na vrstvě plsti nasycené roztokem jsou v podstatě formou hydroponie.

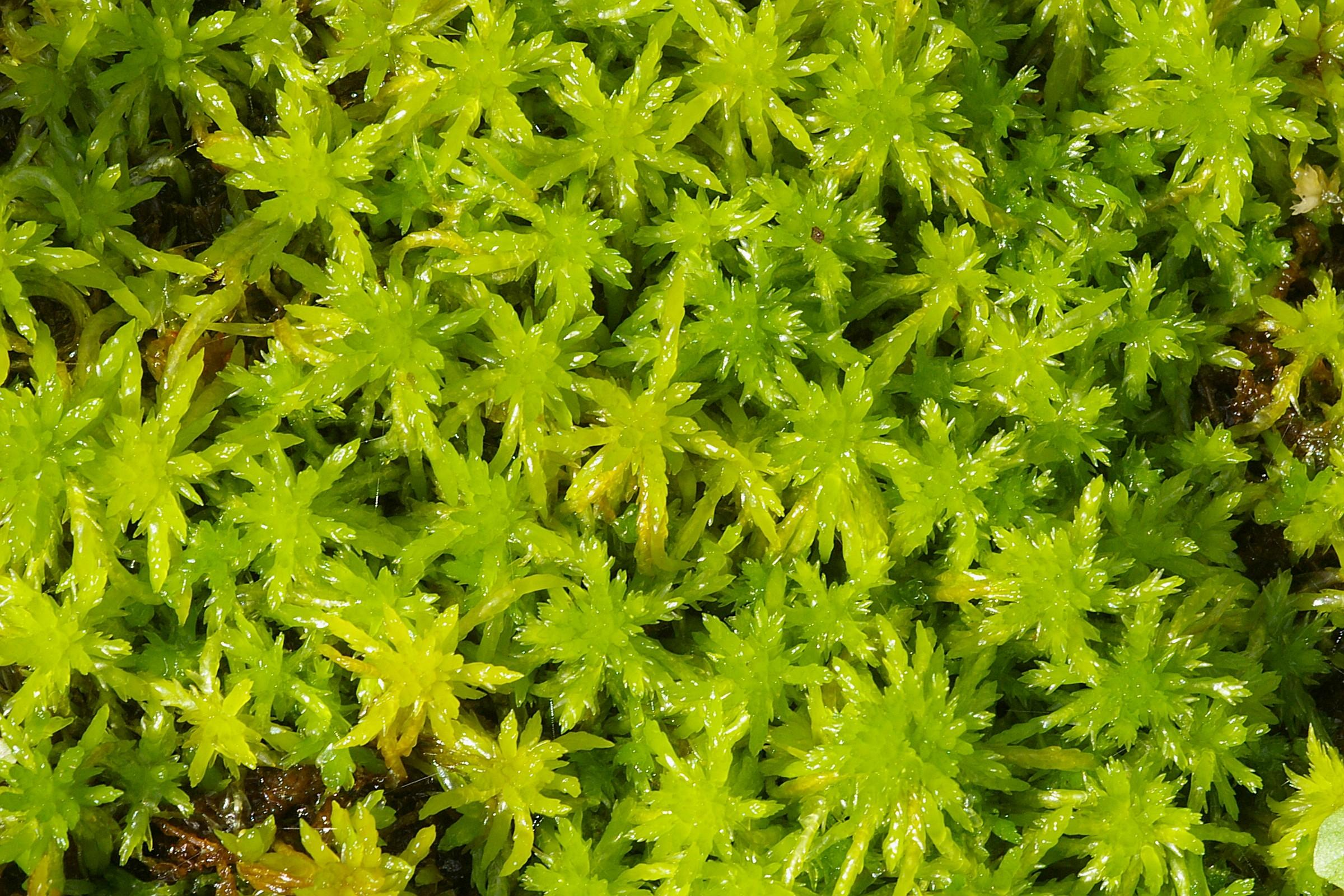
Rašeliník (Sphagnum fallax)

Z rašeliny jsou lisováním vyráběny rašelinové květináče (Jiffy pot), které se po zakořenění stávají součástí půdy. Takové použití usnadní jednu z operací při výsadbě, kořenové baly se nerozpadají a kořeny rostlin nejsou poškozeny. Rašelina z květináčů dodává potřebný humus, použité nádoby jsou 100% recyklovány.

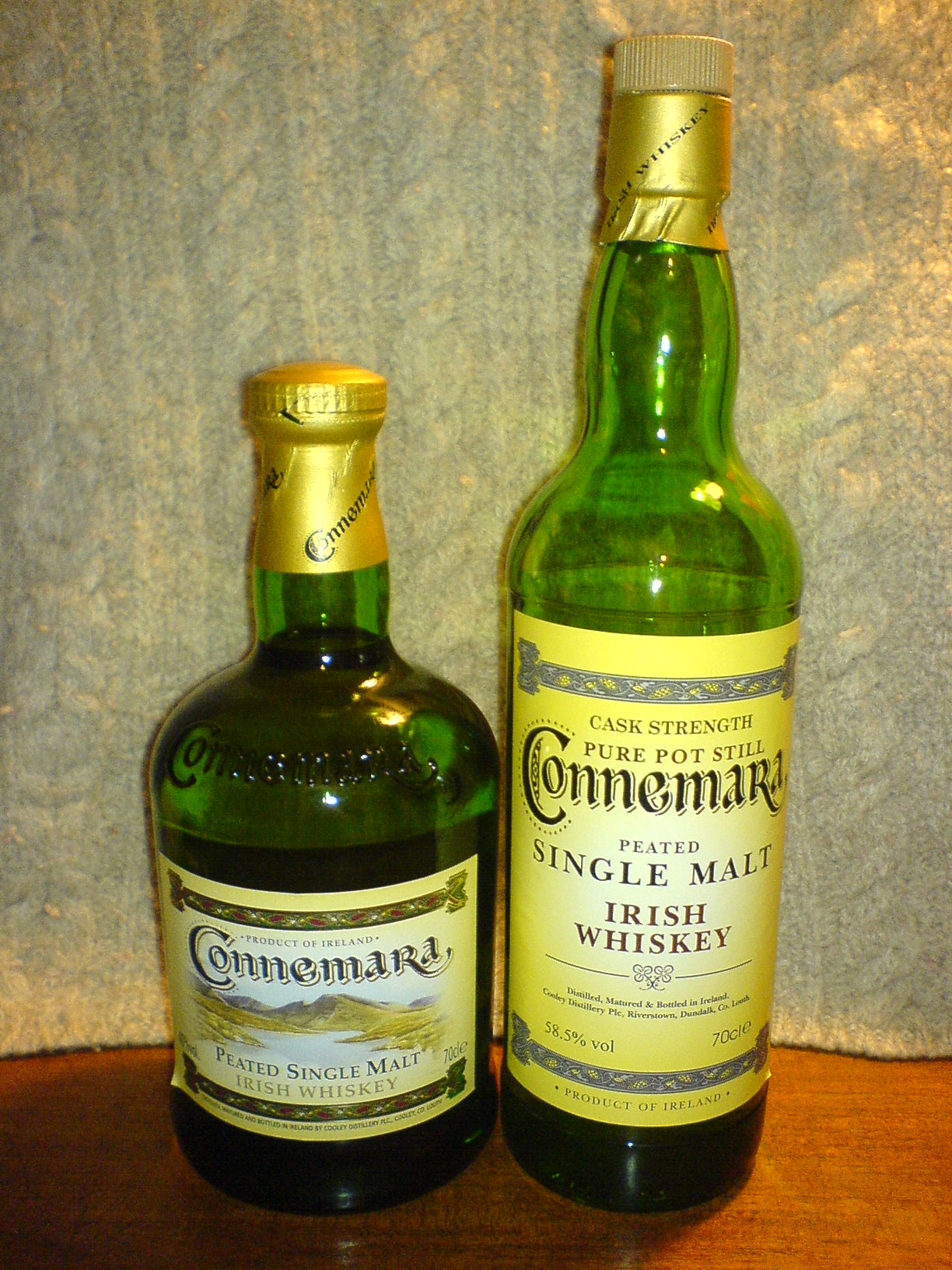
Irská whisky, při její výrobě byla použita rašelina

### Stelivo
Rašelinu lze použít i jako stelivo pro dobytek. V ČR jsou preferovány jako stelivo jiné materiály nebo technologie.

### Bahenní zábaly
Rašelina se využívá pro přípravu léčivých lázní. Rašelinové bahno se užívá k léčení např. při onemocnění kloubů.
Paracelsus popsal účinky rašelinné koupele proti některým chorobám. Později se Napoleonovi vojáci dozvěděli o účincích rašeliny v slatinných koupelích v Egyptě a přinesli tyto poznatky do Evropy. Jérôme Bonaparte, bratr Napoleona dal příkaz vystavět první rašelinné lázně na žádost jeho vojska po bitvě u Lipska v Bad Nenndorf. Avšak již v roce 1802 jedny rašelinové lázně údajně existovaly v Bad Pyrmont. V 19. století byly rašelinné lázně založeny v mnoha evropských zdravotních střediscích včetně Karlových Varů (1836).

### Potravinářství
Rašelina se používá při výrobě sladové whisky. Dává skotské whisky její specifické kouřové aroma, často nazývané „peatiness“.

### Izolace
Pro své dobré izolační vlastnosti je používána v průmyslu.

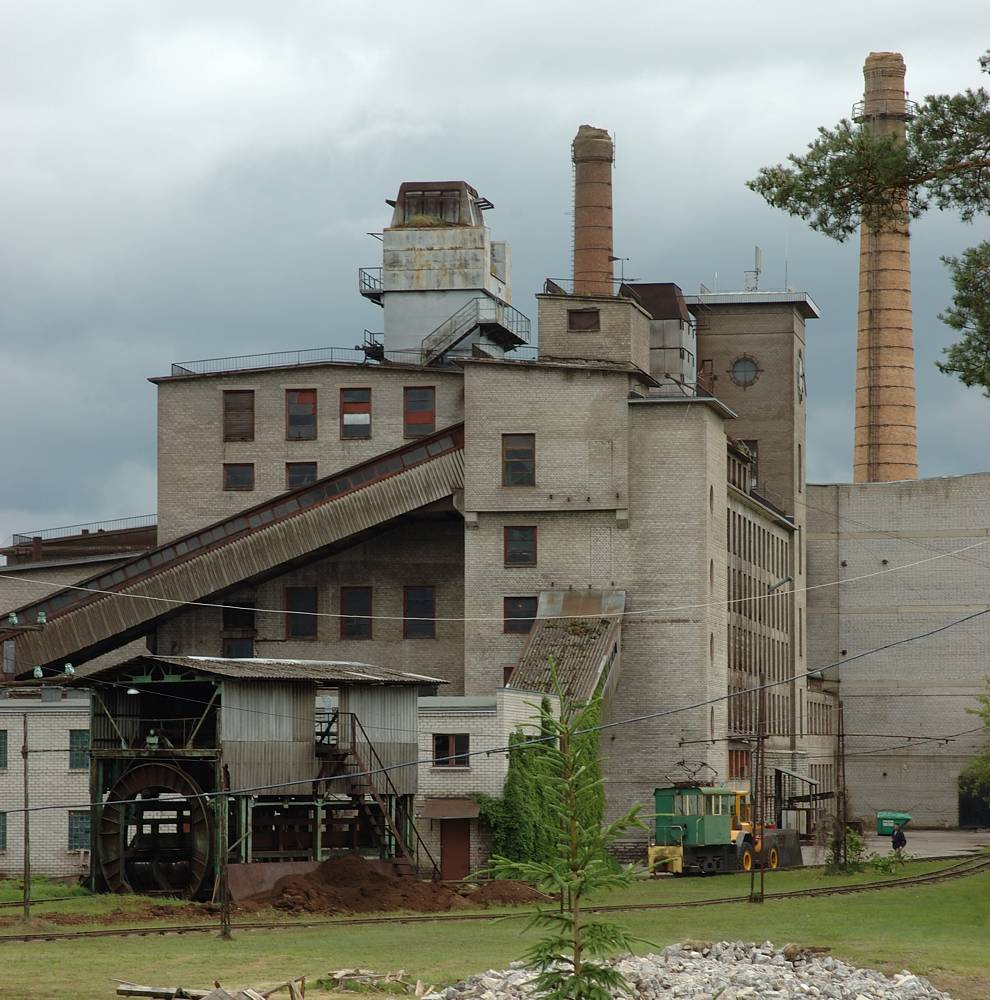
Továrna na zpracování rašeliny

### Akvaristika
Rašelina se někdy používá ve sladkovodních akváriích, nejčastěji v měkké vodě, nebo v biotopech říčních systémů, jako je napodobování amazonského povodí. Má měkkou texturu a tudíž je vhodná pro lov při dně (nebo jako obydlí). Kyseliny v rašelině změkčují vodu a působí jako ionex, obsahuje látky vhodné pro rostliny a pro reprodukční zdraví ryb, může dokonce zabránit růstu řas a zabíjet mikroorganizmy. Rašelina často vytváří ve vodě žluté nebo hnědé zbarvení vzhledem k vyplavování tříslovin a taninu.

## Použití podle zemí

### Irsko
V Irsku je rašelina využívána ve velkém měřítku v domácnostech i průmyslovém sektoru. V Irské republice je státem vlastněná firma Bord na Móna zodpovědná za řízení zpracování rašeliny. Vyrábí mletou rašelinu, která se používá v elektrárnách. Rašelinová paliva prodává v podobě rašelinových briket, které se používají pro domácí vytápění. Tyto kulaté tyče jsou zhotoveny z hustě stlačené, sušené a drcené rašeliny. Brikety jsou při spalování v domácích krbech do značné míry bezkouřové a jako takové jsou široce využívány v irských městech a obcích, kde je pálení běžného uhlí zakázáno.

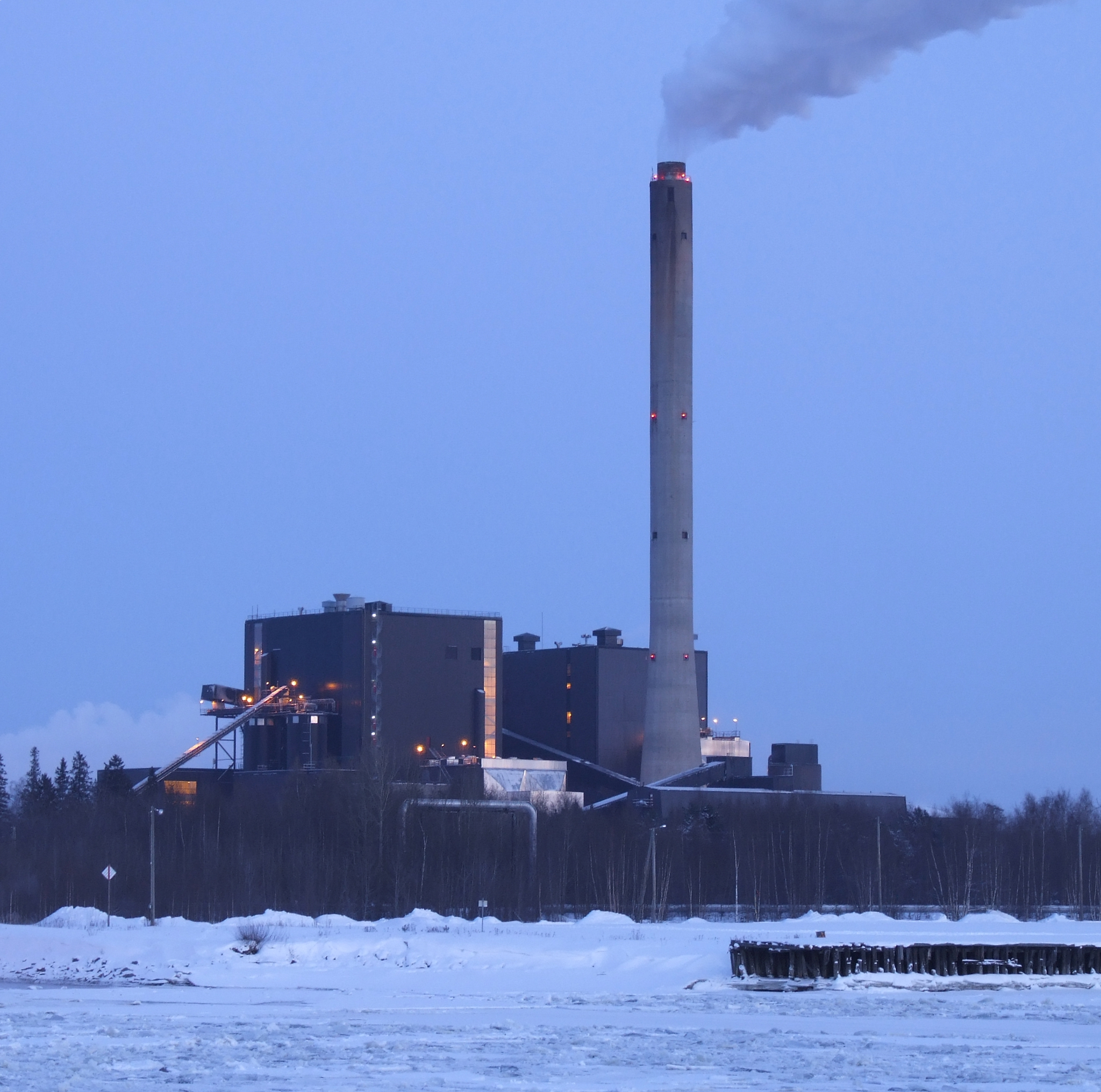
Elektrárna na spalování rašeliny

### Finsko
Díky klimatu, geografii a životnímu prostředí jsou bažiny a rašeliniště (turvesuo) ve Finsku velmi rozšířené. Dvacet šest procent z rozlohy Finska je pokryto různými druhy mokřin. Z tohoto důvodu je ve Finsku rašeliny k dispozici značné množství. Některé odhady předpokládají, že množství rašeliny ve Finsku je dvojnásobné oproti velikosti zásob ropy v Severním moři. Tyto bohaté zdroje (často smíchané s dřevem, v průměru 2,6 %) jsou spalovány za účelem výroby tepla a elektřiny. Rašelina se podílí přibližně 6,2 % na výrobě energie ve Finsku, což je druhé místo za Irskem. Příspěvek rašeliny k emisím skleníkových plynů ve Finsku může překročit ročně 10 milionů tun oxidu uhličitého, což se rovná emisím všech osobních automobilů provozovaných ve Finsku.

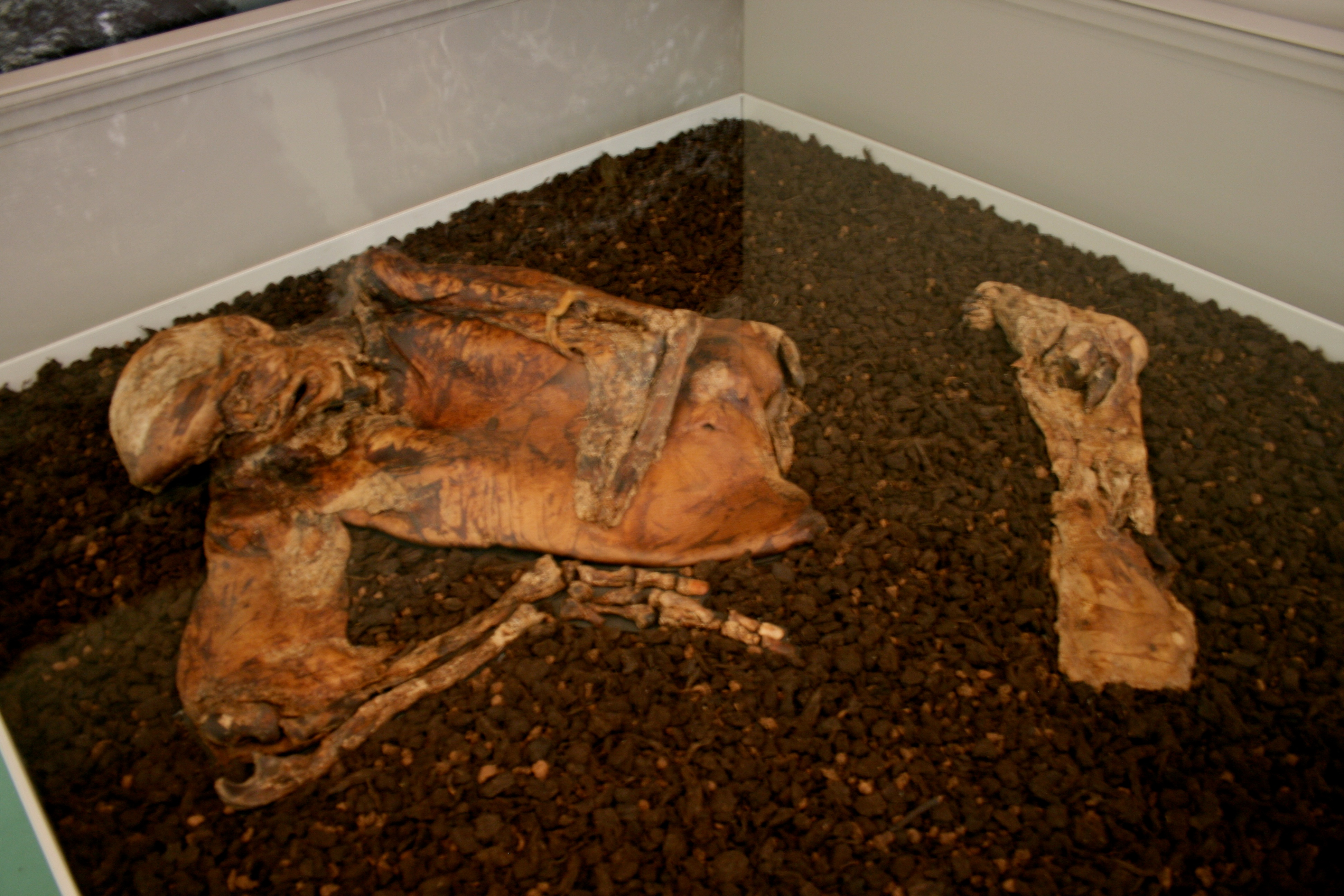
Lindowský muž z 1. stol

Finsko klasifikuje rašelinu jako pomalu se obnovující palivo, biomasu. Evropská unie a Mezivládní panel pro změnu klimatu, klasifikuje rašelinu striktně jako fosilní palivo. Zpracovatelé rašeliny ve Finsku často tvrdí, že rašelina je speciální forma biopaliv, protože se jedná o relativně rychlý cyklus CO2 v případě, že naleziště nebylo zalesněno před 100 lety. Průměrná míra zalesnění z jediného rašeliniště je však pomalá, od 1000 do 5000 let. Kromě toho je běžnou praxí, že je vytěženému rašeliništi dána možnost obnovit se, což vede k nižším úrovním skladování CO2, než u původního rašeliniště.

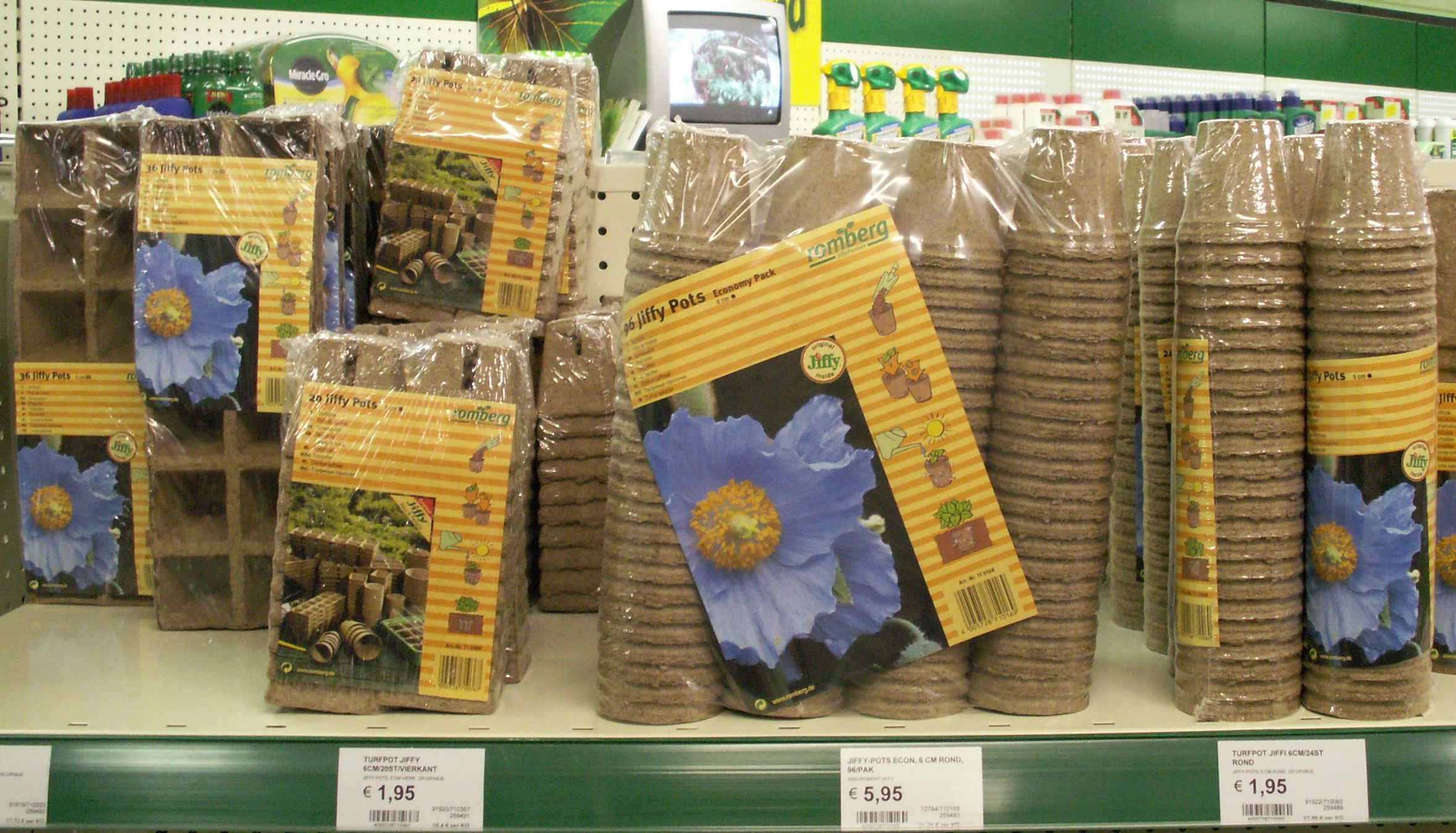
Květináče z rašeliny

Emise CO2 u rašeliny jsou 106 g CO2/MJ, emise oxidu uhličitého z rašeliny jsou tedy vyšší než u uhlí (na 94,6 g CO2/MJ) a zemního plynu (na 56,1) (IPCC). Podle jedné studie lze zvýšením příměsi dřeva v palivové směsi ze současných 2,6 % na 12,5 % snížit emise CO2 na 93 g CO2/MJ.
Těžba rašeliny je považována také za hrozbu pro biologickou rozmanitost finských mokřadů. Mezinárodní společnost pro ochranu mokřadů International Mire Conservation Group (IMCG) v roce 2006 naléhala na místní a národní vlády Finska na ochranu a zachování zbývajících nedotčených ekosystémů rašelinišť. To zahrnuje zastavení odvodňování a těžby rašeliny v lokalitách rašelinišť nenarušených těžbou a zastavení současných a plánovaných odvodňování, které mohou ovlivnit tyto biotopy.

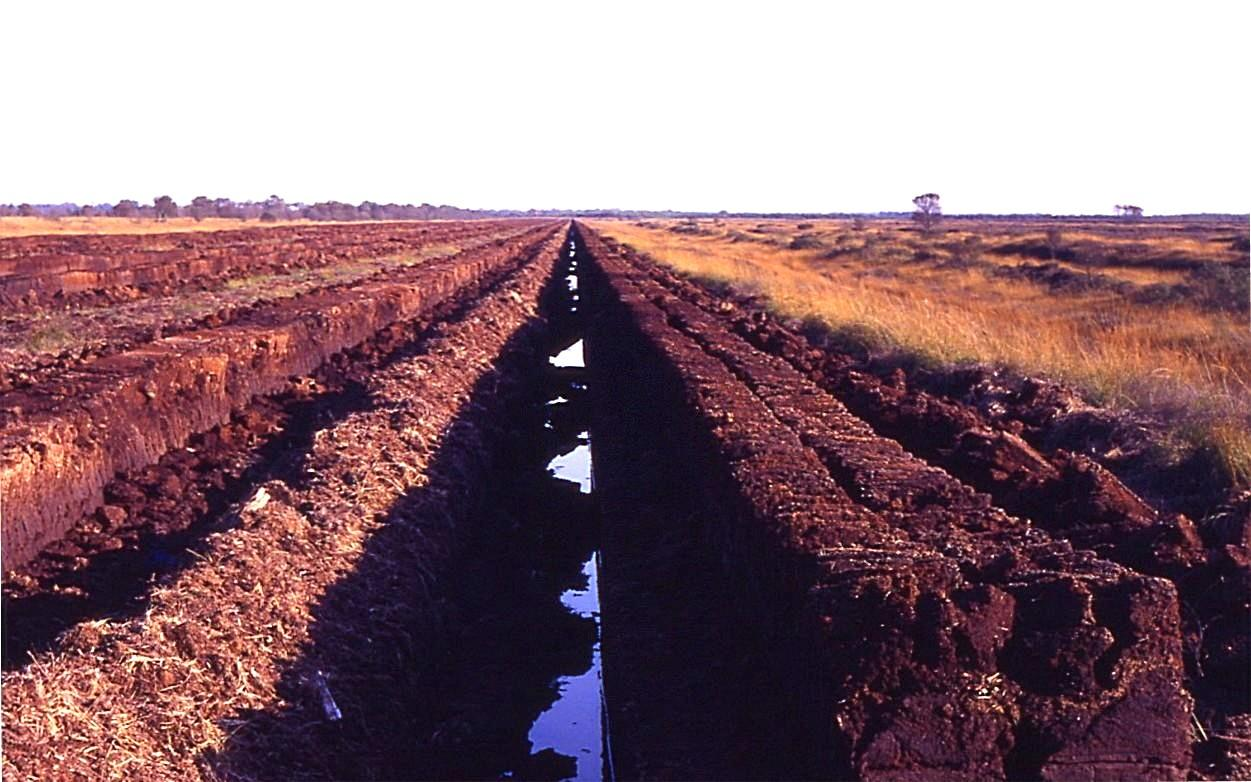
Těžba rašeliny ve východním Frísku, Německo

## Environmentální a ekologické pohledy na rašelinu
Vzhledem k ekologickým podmínkám jsou mokřady domovem mnoha vzácných a specializovaných organismů, které se nenacházejí nikde jinde. Ekologické organizace i vědci poukazují na to, že velkoplošné odstranění mokřadů v Británii, Irsku a Finsku znamenají ničení stanovišť volně žijících živočichů. Regenerace rašelinišť trvá staletí.
Nedávné studie ukazují, že největší světová rašeliniště, která se nachází v západní Sibiři, a dosahují velikosti Francie a Německa dohromady, rozmrzají poprvé po 11 000 letech. Vzhledem k tomu, že permafrost taje, mohl by uvolnit miliardy tun metanu do atmosféry.
Světová rašeliniště obsahují 180 až 455 petagramů (1015gramů, 109 tun) uloženého uhlíku, a uvolňují do ovzduší 20 až 45 teragramů (1012 g, 106 tun) metanu ročně. V přínosu pro dlouhodobé výkyvy obsahu těchto plynů v atmosféře je to značně diskutované téma.

## Rizika

### Požáry

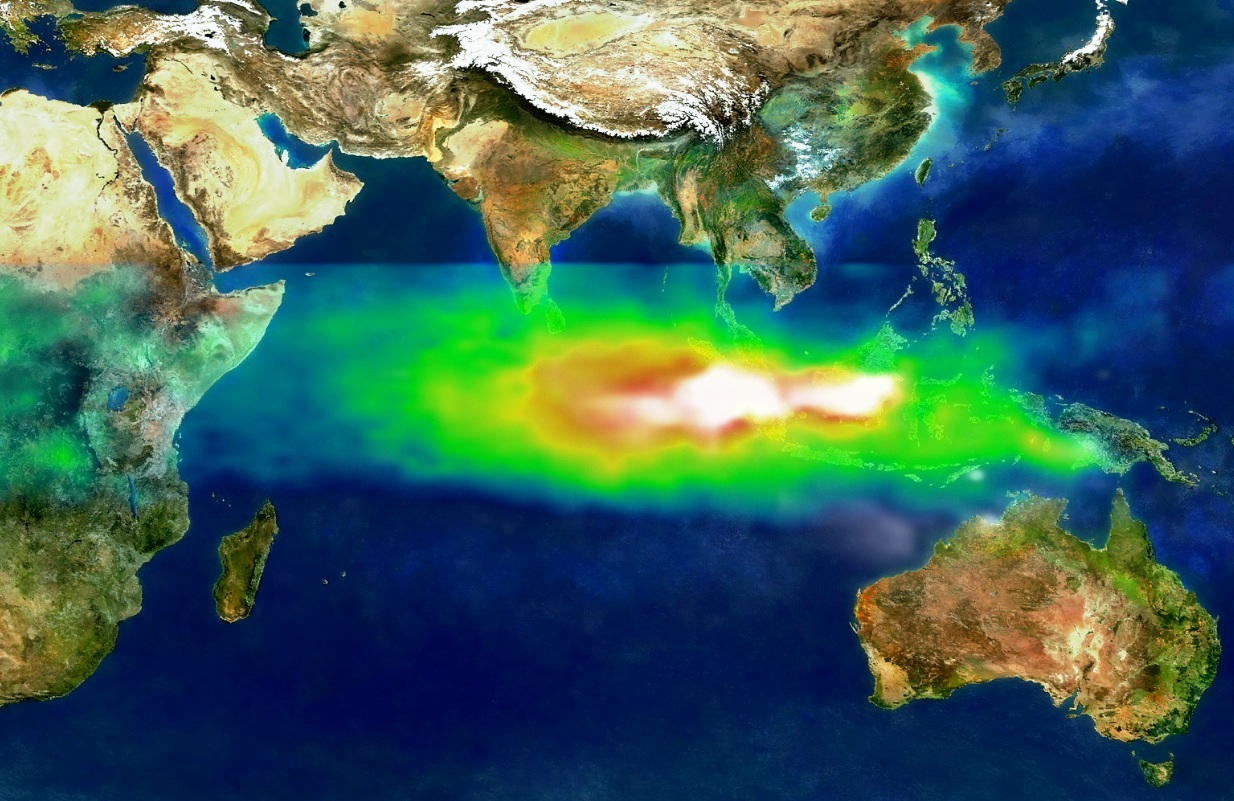
Kouř a znečištění ozónu Indonéskými požáry, 1997

Ačkoliv má rašelina pro člověka mnoho využití, zároveň přináší závažné problémy. Když je suchá, může vznikat nebezpečí požáru. Požáry v rašeliništích mohou hořet téměř do nekonečna (nebo alespoň do vyčerpání paliva), a to i v podzemí, pokud je hoření zásobeno kyslíkem. Rašelina má vysoký obsah uhlíku a za nízké vlhkosti dobře hoří. Jakmile je zapálena v přítomnosti zdroje tepla (např. požár), doutná. Tyto doutnající požáry mohou hořet nezjištěně velmi dlouhou dobu (měsíce, roky a dokonce století) a šířit se v podzemí, ve vrstvě rašeliny. Požáry rašeliny se objevují jako globální hrozba s významnými hospodářskými, sociálními a ekologickými dopady.
Například více než 100 požárů rašeliny na Kalimantanu (Borneu) a východní Sumatře v Indonésii hoří již od roku 1997. Svým obřím plošným i časovým rozsahem přispěly s více než 50 miliardami tun uhlíku ke zvýšení atmosférické úrovně CO2. Rašeliniště v jihovýchodní Asii by mohla hořet až do roku 2040. V roce 1997 se odhadovalo, že požáry indonéských rašelinišť – a následně i lesů na povrchu, které zapalují – uvolnily do ovzduší mezi 0,81 a 2,57 Gt uhlíku, což odpovídá 13-40 % množství uhlíku vzešlého ze spalování fosilních paliv. Tyto požáry mohou být zodpovědné za zrychlení zvýšení celosvětové hladiny oxidu uhličitého ve vzduchu od roku 1998.

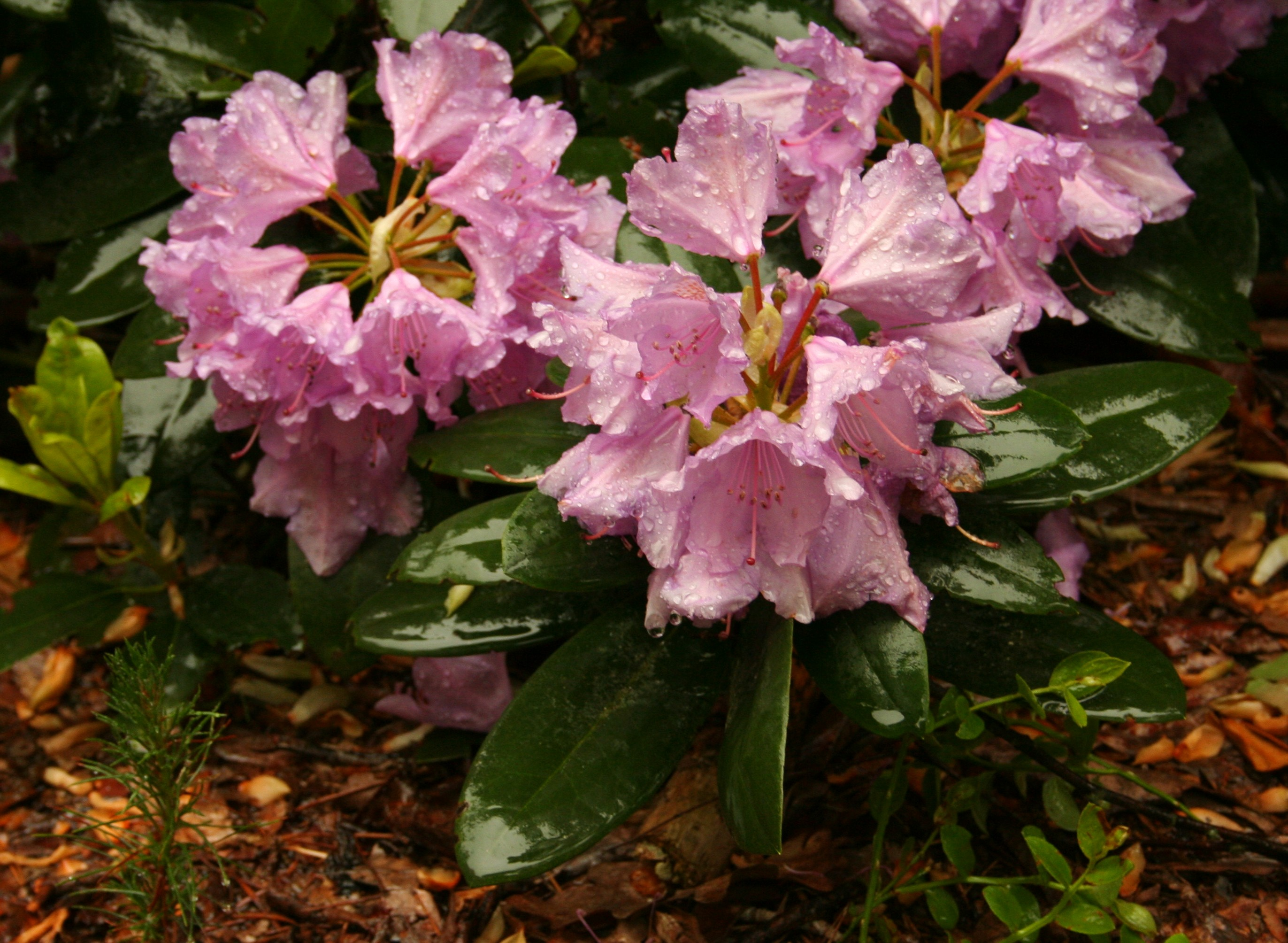
Nejznámější z rostlin, které je nezbytné pěstovat v rašelině jsou pěnišníky (Rhododendron)

Rašeliniště mohou rovněž představovat výrazné potíže při konstrukci silnic, železnic a dalších staveb. Rašelina je vysoce stlačitelná i při malém zatížení. Při výstavbě West Highland Line, která byla postavena napříč Rannoch Moor v západním Skotsku, její stavitelé museli podložit koleje kořeny stromů, chrastím a tisíci tun zeminy a popela.

## Zajímavosti
V pravěku měla rašeliniště značný rituální význam. V době bronzové a železné byla považována za domov duchů, nebo alespoň spojována s bohy či duchy. Některá severoevropská rašeliniště ukázala schopnost uchovat živočišné tkáně na tisíciletí. Zbytky těl byly nalezeny v rašeliništích na řadě míst v Anglii, Irsku, a zejména v severním Německu a Dánsku. Byly téměř dokonale konzervovány díky vlastnostem huminových kyselin.
Ve Skandinávii byly nalezeny v rašeliništi zbytky osob, mumie, které byly nazvány:
- Lindowský muž
- Tollundský muž
- Žena z Ellingu
- Grauballský muž
- Žena z Koelbjergu
- Těla z Borremose
- Haraldskærská žena
- Žena z Avningmose
- Žena z Huldremose
- Vester Thorstedský muž
- Žena z Bredmose
- Bockstenský muž
- Lutrovská žena
- Muž z Bleiviku

Z rašeliniště bývají zbytky těl zachovány s neporušenou kůži, vnitřními orgány a kostrou. Rovněž bylo zachováno jejich oblečení a osobní věci. Bylo mnohdy možné zjistit způsob jakým byli usmrceni, či zda zranění bylo způsobeno po smrti. Některé zbytky těl pravděpodobně náleží osobám, které byly násilně nebo rituálně usmrceny. V dané problematice se v tomto směru debatuje více teorií.
Mnoho rašelinišť podél pobřeží Malajsie slouží jako poldry, zmírňují povodně.

## Vědecké využití a ochrana
V červnu 2002 Rozvojový program Spojených národů zahájil Wetlands Ecosystem and Tropical Peat Swamp Forest Rehabilitation Project. Tento projekt byl cílený na posledních 5 let až do roku 2007 a spojuje úsilí různých nevládních organizací.
V listopadu 2002 mezinárodní společnost International Peat Society and the International Mire Conservation Group (IMCG) zveřejnila pokyny pro rozumné využívání močálů a rašelinišť. Cílem je vytvořit mechanismy, které mohou dosáhnout rovnováhy protichůdných požadavků na využití celosvětových zásob rašeliny, aby bylo zajištěno její moudré využití pro plnění potřeb lidstva.